# Curtatone (Schiff, 1844)
SMS Curtatone war ein Raddampfer der österreichischen und k. u. k. Kriegsmarine.

## Geschichte
Das Schiff war das Schwesterschiff der Imperatore und wurde von der Bauwerft Gebrüder Polli in Triest ursprünglich als Passagierschiff Imperatrice (Kaiserin) für die Österreichische Lloyd gebaut. Das hölzerne Schiff war etwa 50 m lang, hatte eine Verdrängung von 550 Tonnen und wurde von einer englischen Dampfmaschine mit 160 PS angetrieben. Die Baukosten betrugen 200.000 Florin. Die Kiellegung erfolgte 1843 und der Stapellauf im folgenden Jahr.
Ab 1844 verkehrte das Schiff zwischen der Adria, dem östlichen Mittelmeer und Konstantinopel und erreichte eine durchschnittliche Reisegeschwindigkeit von 2,5 Knoten. Am 30. Mai 1845 kam es in Kandia auf Kreta zu einem Zwischenfall. Zwei fanatische Islamisten attackierten die Passagiere des Schiffs und verletzten neun von ihnen. Die Mannschaft der Imperatrice konnte jedoch eingreifen und so Schlimmeres verhindern.
Vor der Blockade von Triest während des Italienischen Unabhängigkeitskriegs zog die österreichische Marine sich vor einer italienischen Übermacht nach Triest zurück. Da die meisten Schiffe jedoch noch reine Segelschiffe waren und gerade ungünstiger Wind herrschte, mietete man sechs Passagierdampfer an, um die Schiffe in den Hafen zu schleppen. Hierunter befand sich auch die Imperatrice, für die eine monatliche Miete von 6.000 Florin bezahlt wurde.
Um schnell moderne Schiffe in Dienst stellen zu können und unnötige Mietkosten zu vermeiden, entschied man sich, die größten und stärksten Dampfschiffe Imperatore und Imperatrice anzukaufen. Die Imperatrice wurde am 10. Januar 1849 für 200.000 Florin gekauft. Da es auch an ausgebildetem Personal fehlte, übernahm man auch die Maschinisten, Wärter und Heizer der Imperatrice. Der niederländische Ingenieur Karl Scheffer wurde mit dem Umbau und der Ausrüstung mit einer 60-Pfünder-Bombenkanone und drei 30-Pfünder-Glattrohrkanonen betraut. Die 30-Pfünder stammten aus dem Eisengusswerk bei Mariazell und waren ursprünglich für die im Bau befindliche Novara bestimmt. Das Schiff wurde am 8. Mai 1849 unter dem Namen Curtatone in Dienst gestellt. Benannt wurde sie nach dem Ort Curtatone, wo Österreich am 29. Mai 1848 in einer Schlacht über das Großherzogtum Toskana siegte. Das Kommando wurde Korvettenkapitän Ludwig von Fautz übertragen.

## Aktion gegen Venedig und Ancona
Zunächst wurde das Dampfschiff während der Blockade Venedigs vor Malamocco eingesetzt. Ende Mai wurde es nach Ancona verlegt. Am 25. Mai 1849 begab sich der Vizeadmiral Alexander Ritter von Buiacovich auf den Raddampfer und man näherte sich Ancona, um die Befestigungsanlagen näher zu studieren. Hierbei wurde die Curtatone beschossen und erhielt einen leichten Treffer am Radkasten. Man erwiderte das Feuer und richtete in der Stadt einigen Schaden an.
In der Nacht vom 26. zum 27. Mai fuhr die Curtatone bei Dunkelheit in den Hafen ein und feuerte auf das Lazarett. Danach begab sie sich wieder außer Reichweite der Küstenbatterien, die, ohne das Ziel zu sehen, wahllos feuerten, ohne sie zu treffen. So konnte man die einzelnen Batterien lokalisieren. Auch in der folgenden Nacht näherten sich die Curtatone und die Fregatte Venere und beschossen die östlichen Küstenbatterien. Bei dieser Operation erhielt nur die Venere sieben leichte Treffer. Bis zum 4. Juni führte man weitere ähnliche Angriffe aus, danach wurde die Curtatone zur Unterstützung der Blockade nach Venedig beordert. Am 11. August wurde das Schiff wegen Kesseldefekt nach Triest gebracht und kehrte am 16. August wieder zurück. Im Dezember transportierten die Curtatone und die Custozza zwei Bataillone des Regiments von Heinrich von Heß zur Bucht von Kotor. Am 25. Dezember 1859 übernahm Korvettenkapitän Alfons Wissiak das Kommando über die Curtatone.

## Spätere Jahre
1854 war Korvettenkapitän Giovanni Luppis Kommandant des als Radaviso klassifizierten Schiffs in der Adria. Am 7. Juli 1859 konnte die Curtatone die französische Fregatte Impetueuse vor Zadar daran hindern, in österreichische Gewässer einzudringen. Ab 1866 wurde die 60-Pfünder-Bombenkanone durch einen 24-Pfünder gezogenen Hinterlader ausgetauscht. Der Dampfer wurde nun in die Bucht von Kotor verlegt.
In den Jahren 1872 und 1873 wurde das Schiff dem Statthalter des Kronlandes Dalmatien und Feldzeugmeister Gabriel von Rodich zur Verfügung gestellt. Die Bewaffnung bestand zu dieser Zeit aus einem schweren und zwei leichten Geschützen. 1876 wurde entschieden, dass die Curtatone nicht mehr repariert werden und stattdessen ein neues Schiff angeschafft werden soll.
Ab 1877 wurden die Kanonen vom Schiff entfernt, da es in den folgenden Jahren als Seeminenschulschiff eingesetzt wurde. Die Verdrängung wurde jetzt nur noch mit 600 t angegeben. 1888 wurde die Curtatone schließlich abgewrackt.